# Megalochlamys marlothii
Megalochlamys marlothii är en akantusväxtart som först beskrevs av Adolf Engler, och fick sitt nu gällande namn av Gustav Lindau. Megalochlamys marlothii ingår i släktet Megalochlamys och familjen akantusväxter. Inga underarter finns listade i Catalogue of Life.